# Solbrud (band)
 Der er for få eller ingen kildehenvisninger i denne artikel, hvilket er et problem. Du kan hjælpe ved at angive troværdige kilder til de påstande, som fremføres i artiklen.

Solbrud er et dansk black metal-band, der blev dannet i København i 2009 med lineuppet Ole Luk (vokal og guitar), Adrian Utzon Dietz (guitar), Tobias Hjorth (bass) og Troels Hjorth (trommer). Ole Luk blev erstattet med David Hernan i 2022 . Solbrud udgav deres debutalbum af samme navn 2. april 2012 gennem Euphonious Records/VME. Deres andet album, Jærtegn, blev udgivet 15. september 2014 gennem Mighty Music/Target og deres tredje album Vemod blev udgivet 9. juni 2017 gennem Vendetta Records og Indisciplinarian. Både med albummet Jærtegn og Vemod modtog Solbrud en gaffa award. De skriver selv alle tekster og kompositioner. Alt lyrik er på dansk.
Solbrud har været aktivt og spillet mange koncerter i Danmark og EU. Blandt de største er Copenhell i henholdsvis 2011 og 2015, Roskilde Festival i 2013 og Inferno Metal Festival 2015 og 2022.
Solbrud meddelte 16. maj 2024 at de går i opløsning pga. manglende gejst og motivation.

## Historie
Før Solbrud
I 2008 ønskede Troels Hjorth at starte et black metal-band. Adrian Utzon Dietz og hans bror Tobias Hjorth var med på den idé, og det var et nærlæggende valg, da de allerede spillede sammen i et punkband. Jón Aldará (Hamferð forsanger) kom efterfølgende med som forsanger. Denne konstellation gik under bandnavnet Gargoyle og eksisteret meget kort, da Jón Aldará ønskede at fokuser på Hamferð. Dog blev de første skitser til sangene "Ødelagt" og "Skyggeriget", som senere kom på Solbruds debutalbum, skabt her.
Solbrud
I 2009, efter Jón Aldará forlod bandet, søgte Adrian Utzon Dietz, Tobias Hjorth og Troels Hjorth en ny forsanger via et opslag. Ole Luk svarede på opslaget, og efter en stærk energi under første møde var der ingen tvivl om, Ole Luk skulle være den nye forsanger og rytmeguitarist i bandet. Med det nye lineup blev det besluttet at starte på en frisk under navnet Solbrud. Alt tidligere vokal og tekst blev slettet og skabt på ny af Ole Luk.
Med dette lineup begyndte Solbrud for alvor at rykke og spillede utallige koncerter i den københavnske undergrundsscene. En del af koncerterne arrangerede de selv, da der på daværende tidspunkt ikke var det store fokus på black metal. Efter en koncert på Stengade blev bandet kontaktet af Peter Mesnickow, der ønskede at signe Solbrud på pladeselskabet Euphonious Records/VME. Solbrud takkede ja og udgav 2. april 2012 deres debutalbum herigennem. Albummet åbnede for dørene til at spille på større festivaler. Først Copenhells upcoming-scene i 2011 og senere Roskilde festival i 2013. I 2014 skifter Peter Mesnickow pladselskab til Target og hiver Solbrud med over på det. Den 15. september 2014 udgav Solbrud deres andet album Jærtegn. Albummet fik stor anmelderros og gav for alvor bandet vind i sejlene. Solbrud modtog Gaffa-prisen i kategorien Årets Danske Hardrock-udgivelse med Jærtegn og spillede efterfølgende i 2015 på den rigtige scene på Copenhell, samt på Inferno Metal festival i Norge.
I 2017 udgav Solbrud deres tredje album Vemod gennem det tyske pladeselskab Vendetta og det danske Indisciplinarian. Med albummet vandt Solbrud igen Gaffa-prisen i kategorien Årets Danske Hardrock/Metal-udgivelse.
Gennem årene opnåede Solbrud at blive et veletablerede navn i Danmark såvel som i nabolandene med utallige koncerter på bagen.
Ole Luks afsked
Ole Luk forlod Solbrud i 2022 for at fokusere på hans soloprojekt Afsky, og han spillede den sidste koncert med Solbrud 28. maj.
Samme år annoncerede Solbrud, at David Hernan var bandets nye forsanger og rytmeguitarist.

## Awards
I 2014 vandt Solbrud Gaffa-prisen i kategorien Årets Danske Hardrock-udgivelse med albummet Jærtegn
I 2017 vandt Solbrud Gaffa-prisen i kategorien Årets Danske Hardrock/Metal-udgivelse med albummet Vemod

## Diskografi
- Solbrud (2012)
- Jærtegn (2014)
- Vemod (2017)
- IIII (2024)

## Livealbums
- Levende I Brønshøj Vandtårn (2021)